# Conjunto magro
O conjunto magro ou conjunto de primeira categoria é um conceito de especial importância na análise funcional em áreas da matemática como a topologia geral e a teoria descritiva de conjuntos.

## Definições
Seja {\displaystyle (X,\tau )\,} um espaço topológico. Um conjunto {\displaystyle S\subset X\,} é dito ser de primeira categoria ou magro se puder ser escrito como a união enumerável de conjuntos nunca densos:
{\displaystyle S=\bigcup _{n=1}^{\infty }S_{n}~,~~{\overline {S_{n}}}^{o}=\emptyset }
Um conjunto que não é de primeira categoria, é chamado de conjunto de segunda categoria.

## Propriedades
- A interseção de conjuntos magros é um conjunto magro.
- A união enumerável de conjuntos magros é um conjunto magro.

## Espaços de Baire
Um espaço topológico é dito espaço de Baire se for de segunda categoria em si mesmo.
- O teorema de Baire afirma que espaços métricos completos não vazios e espaços localmente compactos de Hausdorff não vazios são espaços de Baire.